# Pungue
Le  Pungue (en anglais : Pungwe River ; en portugais : Rio Púnguè) est un fleuve d'Afrique orientale qui arrose le Zimbabwe et le Mozambique.

## Géographie
Le cours du fleuve est long de 400 km, dont 340 km au Mozambique.
Il prend sa source au mont Nyangani (2 592 m), au Zimbabwe, à environ 100 km au nord de Mutare. Les chutes de Mtarazi, hautes de 762 m sont les sixièmes de la Terre, mais leur débit est faible ; elles constituent néanmoins une attraction touristique dans le parc national de Nyanga, au Zimbabwe. Le Pungue s'écoule ensuite vers l'est à travers les provinces de Manica et de Sofala, au Mozambique, et se jette dans le canal du Mozambique en formant un large delta.
Le Pungue est l'un des principaux cours d'eau du Mozambique. Il est sujet à de fréquentes et graves inondations.